# Aire d'attraction de Saint-Brieuc
L'aire d'attraction de Saint-Brieuc est un zonage d'étude défini par l'Insee pour caractériser l’influence de la commune de Saint-Brieuc sur les communes environnantes. Publiée en octobre 2020, elle se substitue à l'aire urbaine de Saint-Brieuc, qui comportait 44 communes dans le dernier zonage qui remontait à 2010.

## Définition
L'aire d'attraction d'une ville est composée d’un pôle, défini à partir de critères de population et d’emploi ainsi que d’une couronne constituée des communes dont au moins 15 % des actifs travaillent dans le pôle. Le pôle d’attraction constitue ainsi un point de convergence des déplacements domicile-travail,.

## Type et composition
L’aire d'attraction de Saint-Brieuc est une aire intra-départementale qui comporte 51 communes dans les Côtes-d'Armor. 
Elle est catégorisée dans les aires de 200 000 à moins de 700 000 habitants.
Dans la région, la population est relativement peu concentrée dans les pôles. Ainsi, moins d’un tiers de la population y vit contre plus de la moitié au niveau national. C’est en particulier le cas pour l’aire d'attraction de Saint-Brieuc qui présente une population de 200 473 habitants localisés dans la région et dont 35,9 % résident dans le pôle.
En Bretagne, la population augmente de 0,6 % par an en moyenne entre 2007 et 2017 (+ 0,5 % en France). Pour l’aire de Saint-Brieuc, elle est de 0,6 %. Le nombre d’emplois présents dans l’aire d’attraction est de 84 662.

### Carte

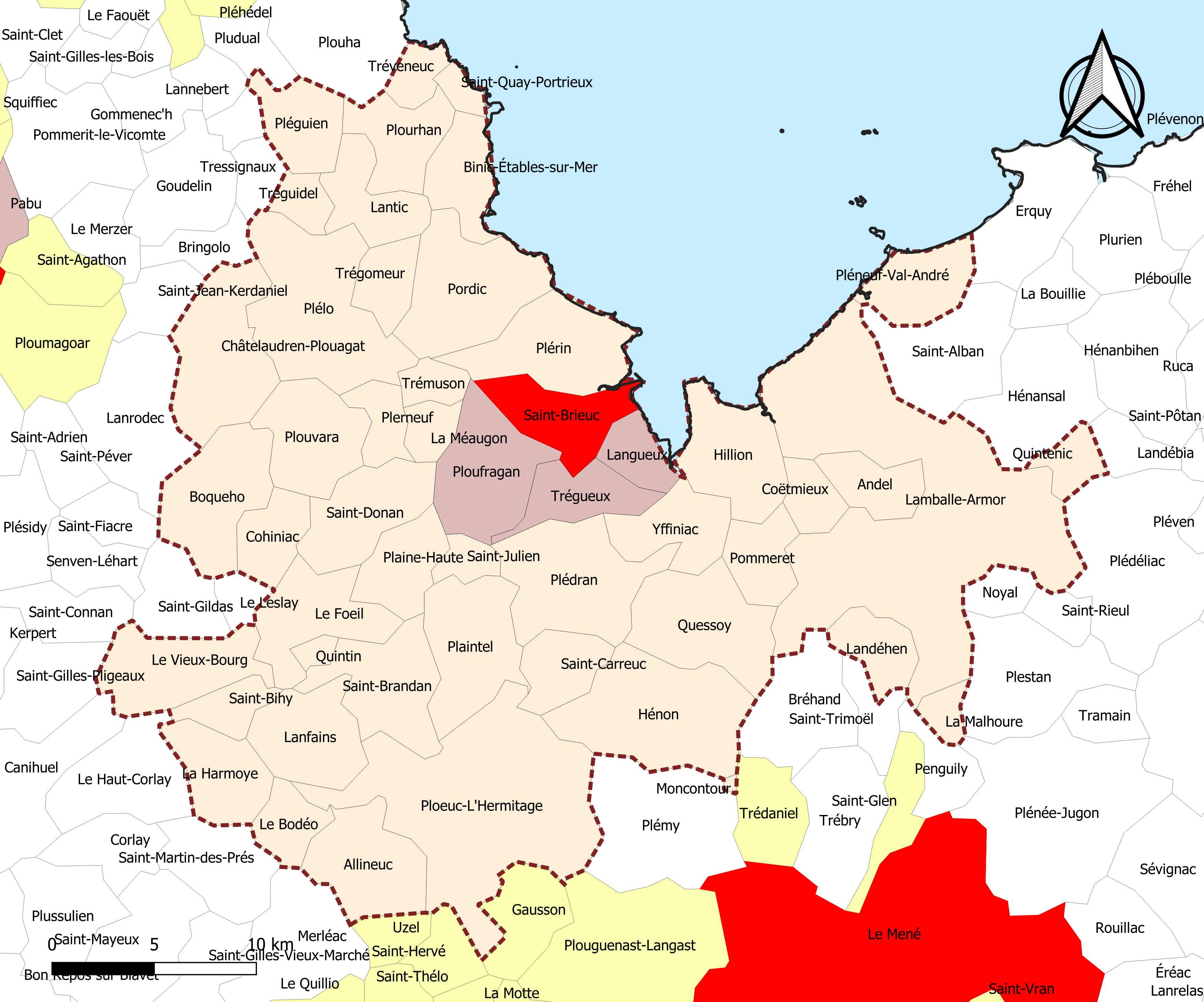
Carte de l'aire d'attraction de Saint-Brieuc.
Commune-centre
Commune du pôle principal
Commune de la couronne

### Composition communale
| Catégorie                  | Département   | Communes | Communes |
| Catégorie                  | Département   | Nombre   | Libellé |
| -------------------------- | ------------- | -------- | --- |
| Commune-centre             | Côtes-d'Armor | 1        | Saint-Brieuc. |
| Communes du pôle principal | Côtes-d'Armor | 3        | Langueux, Ploufragan, Trégueux. |
| Communes de la couronne    | Côtes-d'Armor | 47       | Allineuc, Andel, Le Bodéo, Boqueho, Coëtmieux, Cohiniac, Binic-Étables-sur-Mer, Le Fœil, La Harmoye, Hénon, Hillion, Lamballe-Armor, Landéhen, Lanfains, Lantic, La Malhoure, La Méaugon, Moncontour, Plaine-Haute, Plaintel, Plédran, Pléguien, Plélo, Pléneuf-Val-André, Plérin, Plerneuf, Plœuc-L'Hermitage, Châtelaudren-Plouagat, Plourhan, Plouvara, Pommeret, Pordic, Quessoy, Quintenic, Quintin, Saint-Bihy, Saint-Brandan, Saint-Carreuc, Saint-Donan, Saint-Julien, Saint-Quay-Portrieux, Trégomeur, Tréguidel, Trémuson, Tréveneuc, Le Vieux-Bourg, Yffiniac. |